# Oleśnica (dopływ Warty)
Oleśnica – rzeka, lewy dopływ Warty o długości 44,65 km i powierzchni dorzecza 608 km².
Rzeka płynie na Nizinie Południowowielkopolskiej, w województwie łódzkim. Wypływa ze źródeł na Wysoczyźnie Złoczewskiej na północny zachód od Wielunia, płynie przez Kotlinę Szczercowską. Przepływa przez Wiktorów, Dobrosław, Oleśnicę, Stolec, Niechmirów, Małą Wieś, gdzie na terenie Parku Krajobrazowego Międzyrzecza Warty i Widawki uchodzi do Warty. Jej prawym dopływem jest Pyszna.